# Ewing (Virginia)
Ewing es un lugar designado por el censo situado en el condado de Lee, Virginia  (Estados Unidos). Según el censo de 2010 tenía una población de 439 habitantes.

## Demografía
Según el censo del 2000, Ewing tenía 436 habitantes, 183 viviendas, y 127 familias. La densidad de población era de 43,4 habitantes por km².
De las 183 viviendas en un 32,2%  vivían niños de menos de 18 años, en un 54,6%  vivían parejas casadas, en un 12% mujeres solteras, y en un 30,1% no eran unidades familiares. En el 27,9% de las viviendas  vivían personas solas el 13,1% de las cuales correspondía a personas de 65 años o más que vivían solas. El número medio de personas viviendo en cada vivienda era de 2,38 y el número medio de personas que vivían en cada familia era de 2,91.
Por edades la población se repartía de la siguiente manera: un 25,5% tenía menos de 18 años, un 6,9% entre 18 y 24, un 24,8% entre 25 y 44, un 26,4% de 45 a 60 y un 16,5% 65 años o más.
La edad media era de 40 años.  Por cada 100 mujeres de 18 o más años  había 84,7 hombres.
La renta media por vivienda era de 22.292$ y la renta media por familia de 30.278$. Los hombres tenían una renta media de 26.154$ mientras que las mujeres 23.250$. La renta per cápita de la población era de 11.722$. En torno al 20,3% de las familias y el 27,1% de la población estaban por debajo del umbral de pobreza.

## Localidades adyacentes
El siguiente diagrama muestra a las localidades más próximas a Ewing.